# Mortrée
Mortrée es una comuna nueva francesa situada en el departamento de Orne, de la región de Normandía.

## Historia
Fue creada el 1 de enero de 2019, en aplicación de una resolución del prefecto de Orne de 28 de septiembre de 2018 con la unión de las comunas de Mortrée y Saint-Hilaire-la-Gérard, pasando a estar el ayuntamiento en la antigua comuna de Mortrée.

## Demografía
Según los datos aportados en la resolución del prefecto de Orne, la comuna nueva se crea con 1237 habitantes.

## Composición
| Comuna fusionada        | Código INSEE | Población   | Superficie (km²) | Densidad (hab./km²) |
| ----------------------- | ------------ | ----------- | ---------------- | ------------------- |
| Mortrée                 | 61294        | 1125 (2022) | 23.36            | 48                  |
| Saint-Hilaire-la-Gérard | 61403        | 130 (2021)  | 8.90             | 15                  |